# Mars van de vrijwilligers

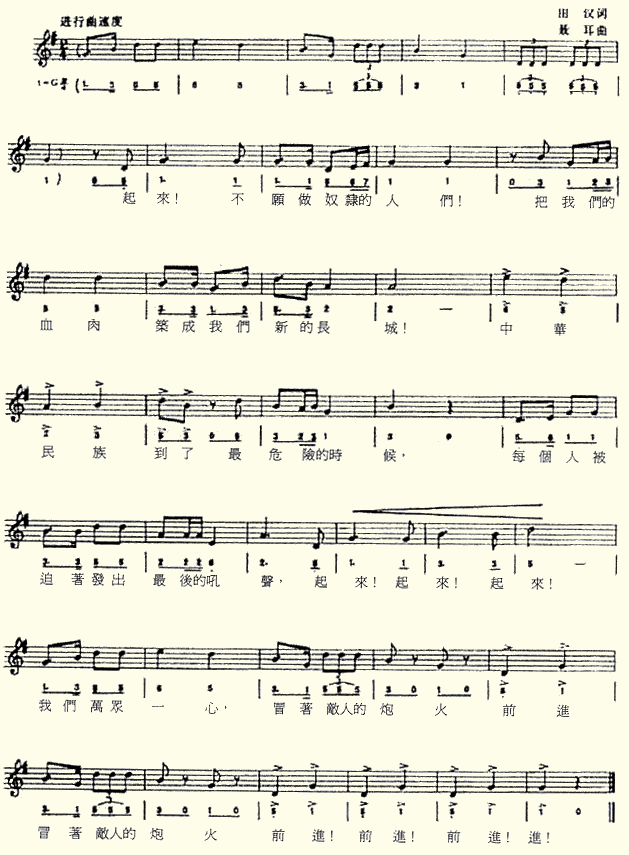
Muziek

De "Mars van de vrijwilligers" (vereenvoudigd Chinees: 义勇军进行曲; traditioneel Chinees: 義勇軍進行曲; pinyin: Yìyǒngjūn Jìnxíngqǔ) is het volkslied van de Volksrepubliek China, met inbegrip van Hongkong en Macau.
De tekst van het lied, in het Vereenvoudigd Chinees:
起来！不愿做奴隶的人们！
把我们的血肉，筑成我们新的长城！
中华民族到了最危险的时候，
每个人被迫着发出最后的吼声。
起来！起来！起来！
我们万众一心，
冒着敌人的炮火，前进！
冒着敌人的炮火，前进！
前进！前进！进！
De tekst van het lied, in pinyin:
Qǐlái! Búyuàn zuò núlì de rénmen!
Bǎ wǒmen de xuè ròu zhùchéng wǒmen xīn de chángchéng!
Zhōnghuá Mínzú dào liao zùi wēixiǎn de shíhòu,
Měi ge rén bèipòzhe fāchū zùihòu de hǒushēng.
Qǐlái! Qǐlái! Qǐlái!
Wǒmen wànzhòng yīxīn,
Màozhe dírén de pàohuǒ, qiánjìn!
Màozhe dírén de pàohuǒ, qiánjìn!
Qiánjìn! Qiánjìn! Jìn!
Een vertaling van het lied luidt als volgt:
Sta op, mensen die slaven weigeren te zijn;
Met ons eigen vlees en bloed bouwen we onze nieuwe Grote Muur!
Het Chinese volk beleeft haar meest gevaarlijke tijd,
Iedereen moet zijn uitdagendheid uitschreeuwen.
Sta op! Sta op! Sta op!
Wij allen met één gezamenlijk hart,
trotseer het geweervuur van de vijand, voorwaarts!
trotseer het geweervuur van de vijand, voorwaarts!
Voorwaarts! Voorwaarts! Mars!
Bovenstaande tekst werd gebruikt van 1949 tot 1978 en vanaf 1982. Tussen 1978 en 1982 werd er een andere, meer op de CCP en Mao Zedong gerichte tekst gezongen, op dezelfde melodie:
前进！各民族英雄的人民！
伟大的共产党领导我们继续长征。
万众一心奔向共产主义明天，
建设祖国保卫祖国英勇的斗争。
前进！前进！前进！
我们千秋万代
高举毛泽东旗帜，前进！
高举毛泽东旗帜，前进！
前进！前进！进！
Deze tekst wordt tegenwoordig niet meer gebruikt voor het volkslied.
Onafhankelijke staten: Afghanistan · Armenië · Azerbeidzjan · Bahrein · Bangladesh · Bhutan · Brunei · Cambodja · China · Cyprus · Filipijnen · Georgië · India · Indonesië · Irak · Iran · Israël · Japan · Jemen · Jordanië · Kazachstan · Kirgizië · Koeweit · Laos · Libanon · Maldiven · Maleisië · Mongolië · Myanmar · Nepal · Noord-Korea · Oezbekistan · Oman · Oost-Timor · Pakistan · Qatar · Rusland · Saoedi-Arabië · Singapore · Sri Lanka · Syrië · Tadzjikistan · Thailand · Turkije · Turkmenistan · Verenigde Arabische Emiraten · Vietnam · Zuid-Korea
Niet algemeen erkende landen: Abchazië · Nagorno-Karabach · Palestina · Taiwan · Turkse Republiek Noord-Cyprus · Zuid-Ossetië